# Anolis cyanopleurus
Espèce
Anolis cyanopleurus est une espèce de sauriens de la famille des Dactyloidae. 

## Répartition
Cette espèce est endémique de l'Est de Cuba.

## Liste des sous-espèces
Selon The Reptile Database (12 août 2012) :
- Anolis cyanopleurus cyanopleurus Cope, 1861
- Anolis cyanopleurus orientalis Garrido, 1975

## Publications originales
- Cope, 1861 : Notes and descriptions of anoles. Proceedings of the Academy of Natural Sciences of Philadelphia, vol. 13, p. 208-215 (texte intégral).
- Garrido, 1975 : Distribución y variación del complejo Anolis cyanopleurus (Lacertilia: Iguanidae) en Cuba. Poeyana, no 143, p. 1-58.